# Mycena overholtsii
Mycena overholtsii é uma espécie de cogumelo da família Mycenaceae. Seu corpo de frutificação possui um chapéu marrom-acinzentado, liso e de formato convexo. Quando maduro, apresenta um umbo central e atinge 5 cm de diâmetro. As lamelas da face inferior do chapéu são esbranquiçadas ou cinza-pálido, apinhadas a princípio, ficam espaçadas depois que o fungo cresce. Já o tronco chega a 15 cm de altura, tem cor marrom-rosado e sua base é densamente coberta com "pêlos" brancos lanosos. O cogumelo tem um odor parecido com o de levedura e um sabor suave; a sua comestibilidade é desconhecida, mas não é considerado venenoso.
Seu nome é uma homenagem ao micologista norte-americano Lee Oras Overholts, feita por Alexander Smith e Wilhelm Solheim, cientistas que descreveram a espécie em 1953. Comum no oeste da América do Norte, especialmente no Noroeste Pacífico, nas Montanhas Rochosas e na Cordilheira das Cascatas, o cogumelo cresce geralmente em grupos sobre toras apodrecidas de coníferas, como a Pseudotsuga menziesii. Também já foi encontrado em plantações e florestas no Japão. Os corpos de frutificação surgem entre março e julho, mas esse período pode ser prolongado, especialmente em áreas com fortes nevascas ou em altas altitudes. Há uma preferência notável por áreas elevadas, de modo que sua ocorrência é restrita a regiões com mais de mil metros de altitude.

## Taxonomia
A espécie foi descrita cientificamente pela primeira vez pelos micologistas Alexander H. Smith e Wilhelm Solheim em 1953, com base em exemplares coletados nas Montanhas Medicine Bow no condado de Albany, no estado de Wyoming, Estados Unidos. O epíteto específico homenageia o micologista norte-americano Lee Oras Overholts. Em língua inglesa, o cogumelo é popularmente conhecido como "snowbank fairy helmet" ou "fuzzy foot". Embora este último nome seja compartilhado com Tapinella atrotomentosa e Xeromphalina campanella. Já em japonês é chamado de "yukitsutsumikunugitake".

## Descrição

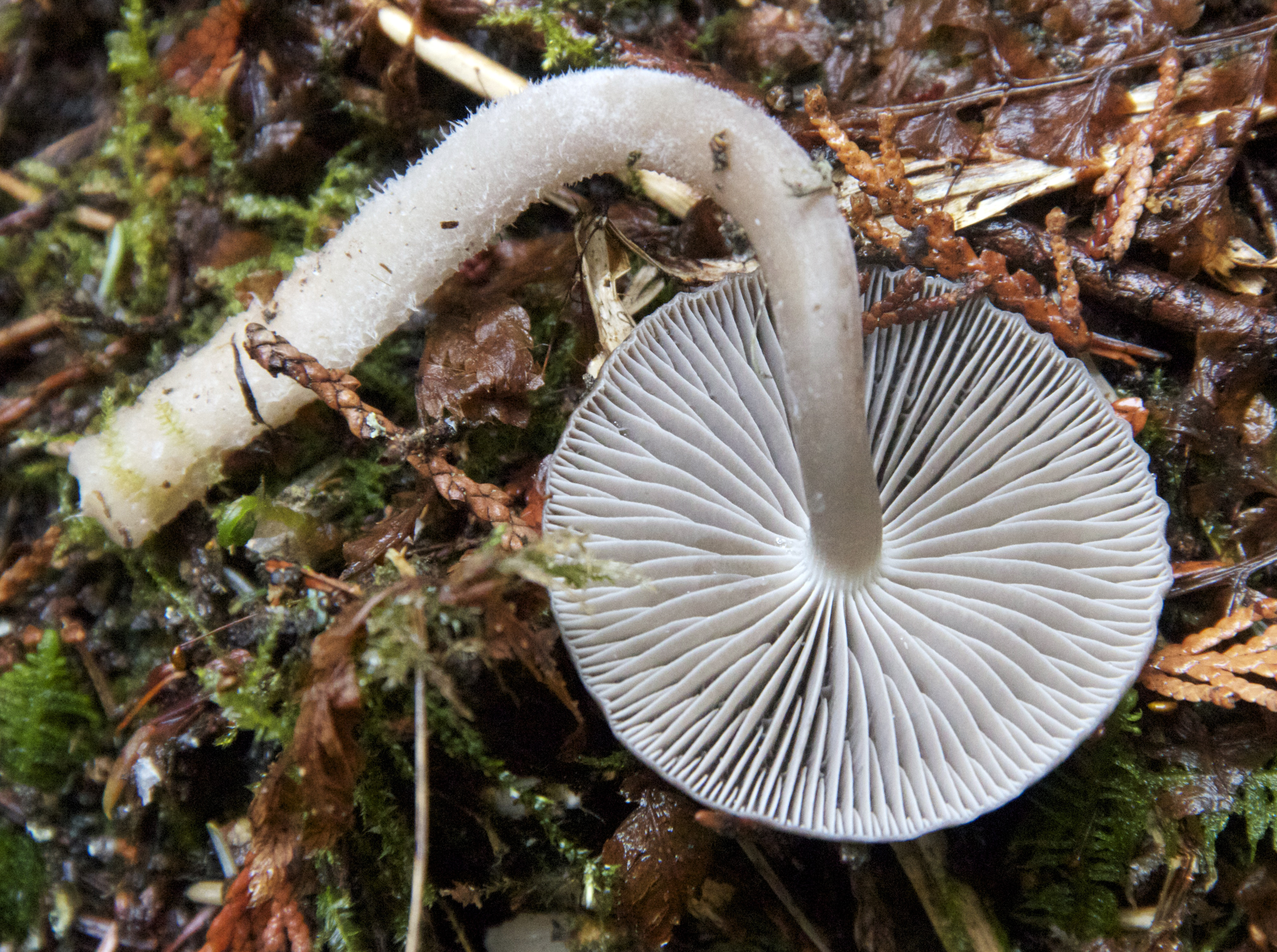
Na face inferior do chapéu é possível ver as lamelas

Mycena overholtsii produz alguns dos maiores corpos de frutificação do gênero Mycena. Eles têm píleos ("chapéus") que medem de 1,5 a 5 centímetros de diâmetro, de formato convexo, e que desenvolvem um umbo (uma saliência central semelhante a um mamilo) na maturidade. A superfície do chapéu é lisa, úmida, e marcada com estrias radiais. Os píleos são um pouco higrofanosos, e dependendo da idade e estado de hidratação, variam na cor de marrom ou marrom-acinzentado a cinza escuro. A carne do cogumelo é fina e aquosa, com uma cor cinza claro.

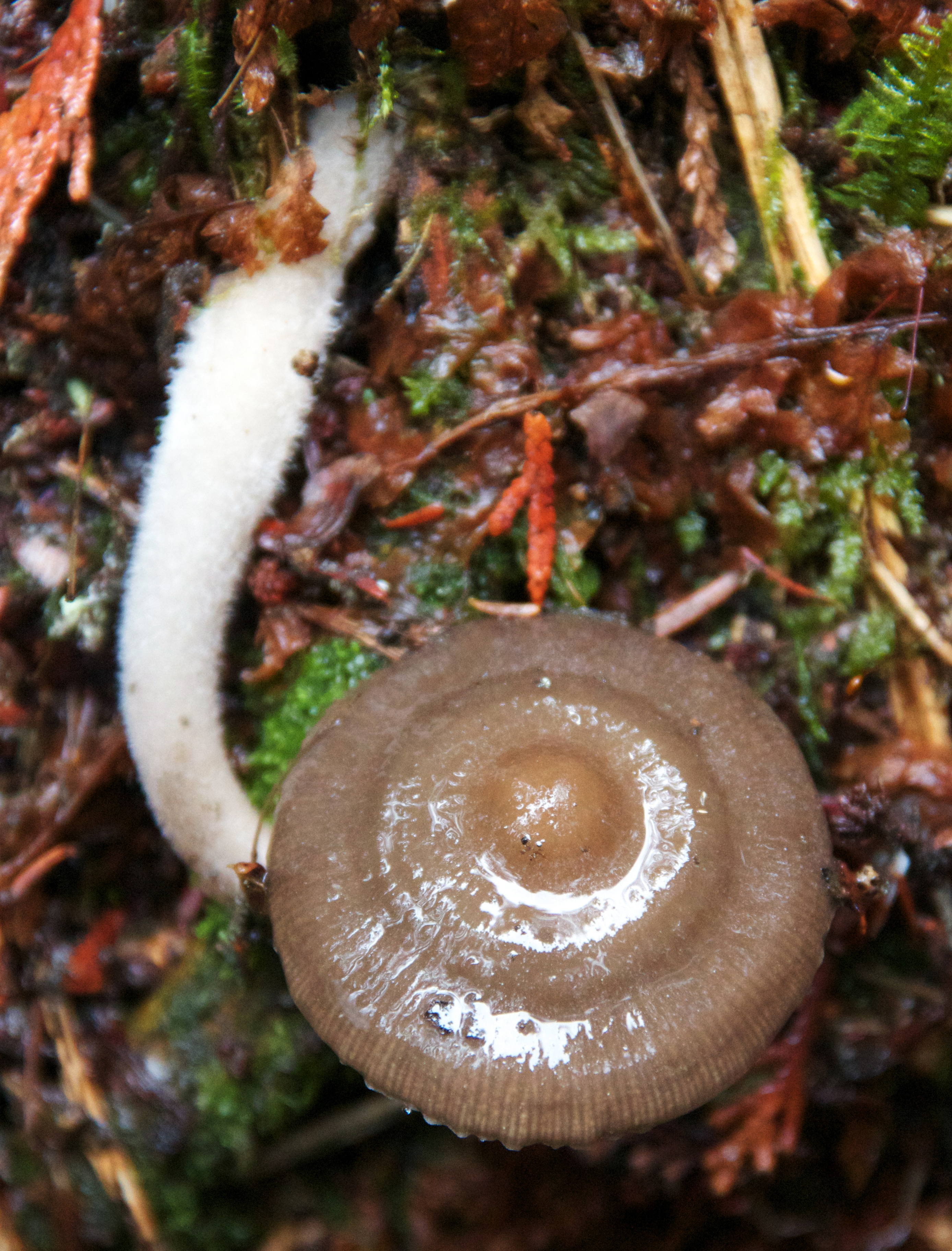
O chapéu do cogumelo maduro tem um umbo no centro e estrias radiais nas bordas.

As lamelas aderem de maneira adnata, adnexa, ou superficialmente ao tronco, e são inicialmente apinhadas mas depois ficam bem espaçadas quando o cogumelo amadurece. Elas têm uma cor esbranquiçada a cinza pálido, e se mancham de cinza quando são danificadas. Há três ou quatro fileiras de lamélulas (lamelas curtas que não se estendem completamente da margem do chapéu até o tronco) intercaladas entre as lamelas. A estipe mede de 4 a 15 cm de comprimento por 0,3 a 1 cm de espessura. Ela se estreita para cima de modo que seu vértice é ligeiramente mais fino do que sua base. Pode ser reta ou curva, tem uma carne parecida com cartilagem, e é oca no cogumelo maduro. Quando cresce sobre a madeira apodrecida e macia, a estipe muitas vezes penetra profundamente no substrato. Ela tem uma coloração marrom-rosado, e sua metade inferior é tomentosa - densamente coberta com "pêlos" brancos lanosos. O cogumelo tem um odor parecido com o de levedura e um sabor suave; a sua comestibilidade é desconhecida, mas não é considerado venenoso.

### Características microscópicas
Vistos em depósito, com uma impressão de esporos, os esporos aparecem na cor branca. Microscopicamente, os esporos são grosseiramente elípticos, aparecendo por vezes em forma de feijão, com as dimensões de 5,5 7,0 por 3,0-3,5 micrômetros (µm). Eles possuem paredes finas e lisas, e dará à luz um apêndice hilar indistinta. Os esporos são amiloides, o que significa que absorvem iodo e ficam preta para azul-preto quando corados com o reagente de Melzer. Os basídios (células que carregam os esporos) possuem quatro esporos cada. Os queilocistídios (cistídios na borda das lamelas), que estão espalhadas e intercalados com os basídios, são aproximadamente cilíndricos ou fusiformes, lisos, hialinos (translúcidos), e medem 45 a 65 por 2 a 5,5 µm. Os pleurocistídios (cistídios na face das lamelas) são raros, e muito parecidos com os queilocistídios. A cutícula do chapéu é uma ixocútis (um tipo de tecido fúngico formado por hifas gelatinosas que correm paralelas à superfície do chapéu). A maior parte das hifas são lisas e medem 1,5 a 3,5 µm de diâmetro. A carne do píleo é dextrinoide, o que significa se cora com uma cor marrom-avermelhada quando lhe é aplicado o reagente de Melzer. Fíbulas estão presentes nas hifas de M. overholtsii.

## Espécies similares

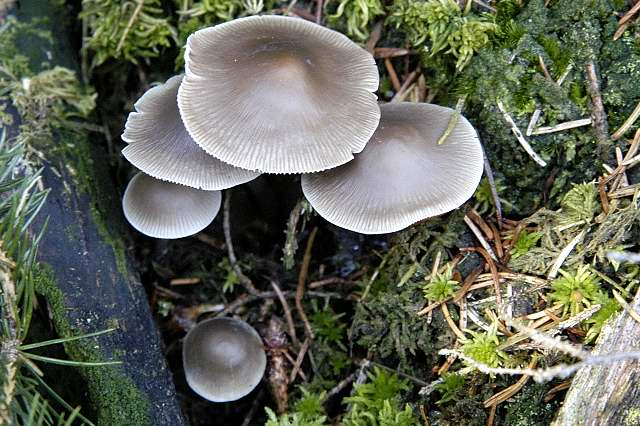
Mycena maculata é uma espécie bastante parecida.

Outros cogumelos Mycena parecidos com o M. overholtsii e que crescem agrupados sobre restos de madeira incluem M. maculata e M. galericulata. Os corpos de frutificação de M. maculata frequentemente desenvolvem manchas vermelhas à medida que amadurecem, mas essa característica é inconsistente e não pode ser usada de forma confiável para a identificação do fungo. Os seus esporos são maiores do que os de M. overholtsii, medindo 7 a 10 por 4 a 6 µm. M. galericulata é muito similar na aparência ao M. maculata, mas não fica com a coloração avermelhada; seus esporos medem 8 a 12 por 5,5 a 9 µm. Uma outra espécie semelhante é M. semivestipes, que pode ser distinguido pelo seu odor semelhante ao de lixívia e pela sua ocorrência no leste da América do Norte. Além disso, este cogumelo frutifica durante o verão e outono, e forma pequenas esporos de 4 a 5 por 2,5 a 3 µm.

## Habitat e distribuição
Na natureza, a espécie é por vezes encontrada solitária, porém é mais comum que cresça em grupos sobre toras e galhos apodrecidos de coníferas (frequentemente Pseudotsuga menziesii) próximos a bancos de neve em derretimento, ou às vezes em câmaras de neve úmida acumulada. Baixas temperaturas noturnas reduzem a taxa de degelo, e ajudam a garantir que os esporos liberados pelo cogumelo sejam dispersos no solo. O fungo é comum no oeste da América do Norte, especialmente no Noroeste Pacífico, nas Montanhas Rochosas e na Cordilheira das Cascatas. Foi relatado em quatro estados americanos: Dakota do Sul, Califórnia, Washington e Wyoming, mas não é conhecido no Oregon. Também é encontrado no oeste do Canadá. O cogumelo é restrito a áreas com uma altitude mínima de 1 000 metros. Em 2010, foi publicada a sua ocorrência nas florestas de coníferas boreais de Hokkaido, no Japão, em plantações de Abies sachalinensis, bem como em florestas naturais dominadas por A. sachalinensis e Picea jezoensis. Na América do Norte, o cogumelo geralmente aparece entre março e julho; enquanto que as coletas japonesas foram feitas no mês de maio. O período de frutificação pode ser prolongado, especialmente em áreas com fortes nevascas, ou em altas altitudes, onde o degelo acontece mais lentamente.